# 후렌치 레볼루션 (롤러코스터)
후렌치레볼루션 (French Revolution)은 대한민국 서울특별시 송파구에 위치한 롯데월드 어드벤쳐 프랑스거리에 있는 롤러코스터이다. 국내의 유일한 실내 롤러코스터인 이 기종은 1989년 7월 12일에 개장하였다. 이 롤러코스터는 대한민국의 대표적인 콕스크류 롤러코스터이며, 올라갈 때는 보통 롤러코스터와 같이 체인 리프트 형식으로 올라간다. 움직이다 보면 빛이 있는 터널도 지난다. 특수트랙은 360도회전 루프 1개와 대형 나선형 트랙이 2개 있다. 후렌치레볼루션의 루프는 다리를 둘러싸고 있는 매력적인 트랙이다. 이 코스터는 개장 당시에는 프랑스 혁명의 테마를 본떠 만든 것이다. 하지만 지금은 이집트 테마가 섞여 불분명해졌다. 비클의 컨셉 또한 과거에는 열차컨셉이었다가 현재는 독수리 컨셉의 비클로 바뀌었다.
120cm 이상의 65세 이하인 남녀는 누구나 탑승이 가능하다. 2016년 11월 22일 VR을 접목시켜 후렌치레볼루션2 VR이 오픈했다. VR은 14세 이상 65세 이하인 남녀 누구나 착용이 가능했다. 그러나 2020년 10월쯤, VR 시스템이 고장으로 인하여 사라졌다.
현재 후렌치레볼루션이 사고로 인해 시속 83km에서 시속 70km로 하향된 바 있다. 처음엔 레일이 더 길었으나 파라오의 분노 공사로 인해 레일이 조금 단축되었다. 1992년엔 한 사람이 레일에 무단으로 출입을 하여 사진을 찍고 춤을 추면서 위험한 행동을 하다가 시속 83km로 달려오던 열차에 치여 즉사한 사건이 있다. 그래서 롯데월드는 그 사건 이후 후렌치레볼루션의 레일 무단 출입을 막기 위해서 레일 입구를 더 높였다고 한다.
항상 롯데월드에서 2위 놀이기구는 후렌치레볼루션이라고 하고, 2층 범퍼카 뒤쪽에 있다.
후렌치 레볼루션은 아트란티스와 달리 1대로 운행한다. 사람이 많을때는 2대로 증차 운행을 한다.
명당으로 평가받는 맨 뒷자리는 프리미엄 매직패스 손님들이 점령하기 때문에 탑승하기 매우 힘든편.
Q라인 손님들은 타고 싶은 자리가 안 나오면 한번 더 대기가 가능하다.
싱글라이더가 시행된 놀이기구이기도 하다. 싱글라이더란 빈 좌석 탑승제도로, 일행들과 함께 탈 수 없다.